# René Levavasseur (homme politique)
 (septembre 2021).
Si vous disposez d'ouvrages ou d'articles de référence ou si vous connaissez des sites web de qualité traitant du thème abordé ici, merci de compléter l'article en donnant les références utiles à sa vérifiabilité et en les liant à la section « Notes et références ».
Pour les articles homonymes, voir René Levavasseur et Levavasseur.
René Levavasseur, né le 8 février 1883 à Ussy (Calvados) et mort le 2 mars 1954 à Angers (Maine-et-Loire), est un horticulteur et homme politique français.

## Biographie
René Louis Lucien Levavasseur est né à Ussy dans le Calvados, au sein d'une famille normande d'horticulteurs .
Au début du XXe siècle, René Levavasseur s'installe à Angers.
En 1907, René Levavasseur achète une partie du fonds de commerce des anciennes pépinières André Leroy d'Angers et en continue l'exploitation familiale, qui lui survivra jusqu'en 1972, date à laquelle la Société anonyme des Pépinières Levavasseur est créée. En 1920, les pépinières sont transférées route des Ponts-de-Cé. 
En 1925, René Levavasseur est élu maire d'Angers, le 17 mai 1925, à la tête d'une coalition des cartels des gauches, lui-même étant membre radical-socialiste. Son mandat municipal prendra fin le 12 mai 1929.
En 1928, René Levavasseur accueille à Angers, le 4 novembre 1928, le congrès du parti Républicain radical et radical-socialiste.  
En 1929, il crée le premier livre d'or de la ville d'Angers. Il est ouvert le 1er mars 1929 sous le mandat de René Levavasseur, et reçoit les signatures d'Édouard Herriot, ministre de l'Instruction publique et ancien président du Conseil ; Édouard Daladier, président du Comité Républicain radical et radical-socialiste.
En 1930, René Levavaseur rachète la totalité de l'entreprise Leroy à Alexandre Brault. Il deviendra président du syndicat horticole de Maine-et-Loire.
Il est élevé au grade de chevalier de la Légion d'honneur. Il meurt le 2 mars 1954 à son domicile situé à Angers.